# فدرال وی (واشینگتن)
فدرال وی (به انگلیسی: Federal Way) شهری در شهرستان کینگ ایالت واشنگتن است که در سرشماری سال ۲۰۱۰ میلادی، ۸۹۳۰۶ نفر جمعیت داشته است.